# نائومی آکی
نائومی آکی (انگلیسی: Naomi Ackie؛ زادهٔ ۲ نوامبر ۱۹۹۲) هنرپیشه اهل بریتانیا است.
او در فیلم میکی ۱۷ بازی کرده است.